# Řetězcová polymerizace
Řetězcová polymerizace je polymerizační reakce, při níž se vznikající polymerový řetězec prodlužuje výhradně reakcemi monomeru či monomerů s jedním nebo více aktivními místy polymerového řetězce, přičemž tato aktivní místa se po každé takové reakci obnovují.

Příklad řetězcové polymerizace spočívající v otevírání kruhu a vzniku polykaprolaktonu

Tímto způsobem se mimo jiné vyrábí polyethylen, polypropylen, polyvinylchlorid, polymethylmethakrylát, polyakrylonitril a polyvinylacetát.
Řetězcovou polymerizaci lze popsat touto obecnou rovnicí:
{\displaystyle P_{x}*+M\rightarrow P_{x+1}+L(x=1,2,3...)}
kde P je polymer, x je stupeň polymerizace, * označuje aktivní centrum, M je monomer reagující s aktivním centrem a L je nízkomolekulární vedlejší produkt. Při mnoha řetězcových polymerizacích se vedlejší produkty nevytvářejí, ovšem existuje zde několik výjimek; příkladem jsou N-karboxyanhydridy aminokyselin, které se polymerují na oxazolidin-2,5-diony.

## Průběh řetězcové polymerizace
Řetězcová polymerizace se obvykle skládá z iniciace a propagace. Terminace. a přenos řetězce se vyskytují jen u některých takových reakcí.

### Iniciace
Při iniciaci dochází ke vzniku přenašeče řetězce, což je meziprodukt, jakým může být například radikál nebo ion. Podle druhu energie, jejíž dodání vede k iniciaci, se rozlišují mimo jiné tepelná, vysokoenergetická a chemická iniciace. Při tepelné iniciaci se aktivní centrum utváří díky homolytickému štěpení působením tepelné energie. Při vysokoenergetické iniciaci energii dodává záření a při chemické iniciaci je iniciátorem chemická látka.

### Propagace
Propagace polymerizace je proces, při němž se na aktivní centrum napojí molekula monomeru, čímž se vytvoří polymer s delším řetězcem a s novým aktivním centrem.

### Přenos řetězce

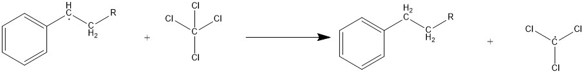
Příklad přenosu řetězce

Přenos řetězce probíhá jen u některých polymerizací; jde o proces, při kterém se na aktivní centrum na jedné molekule připojuje atom z jiné molekuly a dochází tak k terminaci, ovšem vytvoří se nové aktivní centrum. Může probíhat při radikálových, iontových a koordinačních polymerizacích. Většinou přitom vznikají vedlejší produkty.

### Terminace
Při terminaci dojde k zániku aktivního centra, což vede k ukončení reakce; od přenosu řetězce se liší tím, že se zde neutvoří nové aktivní centrum.

## Druhy řetězcové polymerizace

### Radikálová polymerizace
Radikálová polymerizace je řetězcová polymerizace, při které jsou přenašeči řetězce radikály; jeden z konců řetězce má při takové reakci nepárový elektron. Radikály zde mohou vznikat například zahřátím, působením ultrafialového záření, elektrolýzou, působením plazmatu nebo chemickými reakcemi. Radikálová polymerizace patří k nejrozvinutějším metodám řetězcové polymerizace; tímto postupem se vyrábí většina běžných polymerů, jako jsou polyethylen, polystyren, polyvinylchlorid, polymethylmethakrylát a polyvinylacetát.

### Iontová polymerizace
Při iontové polymerizaci jsou přenašeči řetězce ionty nebo dvojice iontů; dělí se na aniontovou a kationtovou polymerizaci. Iontovou polymerizací se vyrábí mimo jiné polyisobutylen, polysiloxany, vysokohustotní polyethylen a butadienový kaučuk.
V 50. letech 20. století byla vyvinuta „živá“ aniontová polymerizace, která může probíhat libovolně dlouho, dokud není záměrně ukončena, což umožňuje vytvářet produkty s určitou danou molekulovou hmotností.

### Koordinační polymerizace
Koordinační polymerizace je řetězcová polymerizace, během níž dochází ke vzniku koordinační vazby mezi molekulou monomeru a přenašečem řetězce. Monomer se nejprve koordinuje s centrem, tvořeným přechodným kovem, a poté se aktivovaný monomer připojí na vazbu mezi atomy uhlíku a přechodného kovu.
Pokročilé metody koordinační polymerizace umožňují ovládat molekulovou hmotnost produktů. Při oligomerizaci dochází k tvorbě opticky aktivního rozvětveného alkenu využívaného jako chirální katalyzátor.

### Polymerizace s otevíráním kruhu
Při polymerizaci s otevíráním kruhu dochází k přeměně cyklického monomeru na monomerní jednotku, která není cyklická nebo má méně cyklů, než původní látka. Většinou probíhá za mírných podmínek, vedlejší produkty vznikají v menších množstvích než při polykondenzačních reakcích a luze snadno získat polymer s vysokou molekulovou hmotností. Tímto způsobem se například vyrábí polypropylenoxid, polytetrahydrofuran, polyepichlorhydrin, polyoxymethylen, polykaprolaktam a polysiloxany.

## Srovnání s ostatními způsoby polymerizace
V roce 1929 Wallace Carothers rozdělil polymerizační reakce na kondenzační a adiční, ovšem toto rozdělení nedokázalo vysvětlit mechanismy reakcí, jelikož adiční polymerizace občas vykazovaly vlastnosti kondenzačních a kondenzační se zase někdy chovaly spíše jako adiční. Následně bylo Carothersovo dělení polymerizací upraveno; začaly se používat pojmy postupná polymerizace a řetězcová polymerizace; podle doporučení Mezinárodní unie pro čistou a užitou chemii (IUPAC) se pak místo označení postupná adice začalo také používat označení polyadice.

### Postupná polymerizace
Postupná polymerizace může probíhat mezi dvěma molekulami se stejnou nebo různou úrovní polymerizace, často tak z monomerů vznikají dimery, následně trimery a nakonec dlouhé polymerové řetězce. Mechanismus takové reakce závisí na tom, jaké funkční skupiny reagují. Jedním z druhů postupné polymerizace je polykondenzace, což je reakce spočívající v postupném spojování monomerů kondenzačními reakcemi; takto se vyrábějí polyestery, polyamidy a polyethery.
Dalším druhem je polyadice, tedy proces, při němž dochází k adičním reakcím mezi různě zpolymerovanými molekulami; tento postup slouží například k výrobě polyuretanu. Ve srovnání s řetězcovou polymerizací, u níž dochází k reakcím polymeru s aktivním centrem, zde není potřeba iniciátor. Při tomto postupu se monomer spotřebovává rychle a molekulové hmotnosti produktů se zvyšují pomalu, zatímco při řetězcové polymerizaci dochází k pomalé spotřebě monomeru, ovšem molekulová hmotnost produktů rychle narůstá ihned po iniciaci reakce.

#### Polykondenzace
Při polykondenzaci se řetězec polymeru prodlužuje díky kondenzačním reakcím; vznikají také vedlejší produkty s nízkou molekulovou hmotností. Jako polykondenzace by se měla označovat postupná polymerizace, při níž se tvoří vedlejší produkty tvořené menšími molekulami, zatímco pro případy, kdy mají vedlejší produkty větší molekulové hmotnosti, doporučuje IUPAC používat název „kondenzační řetězcová polymerizace“.

#### Adiční polymerizace
Adiční polymerizace je postupná polymerizace, během které se řetězec polymeru prodlužuje skrz adiční reakce; nedochází přitom ke vzniku vedlejších produktů s nízkými molekulovými hmotnostmi; podle původní definice by pod tento pojem patřily jak polyadice, tak i všechny řetězcové polymerizace kromě kondenzační řetězcové polymerizace.

## Použití
Produkty řetězcových polymerizací mají mnoho využití, nacházejí se například v elektronických zařízeních, obalech potravin na lékařských materiálech a také mohou sloužit jako nosiče katalyzátorů. V současnosti nejvíce vyráběné polymery, jako jsou například polyethylen, polyvinylchlorid a polystyren se vyrábějí postupy spadajícími mezi řetězcové polymerizace.